# Л.П. Белоки (Пезаро и Урбино)
Л.П. Белоки је насеље у Италији у округу Пезаро и Урбино, региону Марке.
Према процени из 2011. у насељу је живело 266 становника. Насеље се налази на надморској висини од 20 м.